# Buchelay
Buchelay là một xã ở Yvelines, gần Mantes-la-Jolie, cách Paris khoảng 60 km về phía tây. Xã này có diện tích 4,94 km2, dân số năm 1999 là 2203 người.